# Хиперболична геометрия
Хиперболичната геометрия е вид неевклидова геометрия. Тя е наименована по хиперболата, която е специфична геометрична фигура в тази система.
В хиперболичната геометрия, в противоположност на евклидовата геометрия, не се изпълнява петият постулат на Евклид, наречен и постулат за успоредните прави. Това означава, че в хиперболичната геометрия има поне две успоредни прави през дадена точка, които не пресичат дадена права. Хиперболичната геометрия има много интересни и различни свойства, които я правят предмет на изследване в математиката и физиката. Тя се използва в различни области като теория на относителността, геометрична топология и компютърна графика.